# Sonny Liston
Sonny Liston (Saint Francis megye, 1932. május 8. – Las Vegas, 1970. december 30.) amerikai profi bokszoló, aki 1953-tól 1970-ig versenyzett. Korának domináns nehézsúlyú bajnoka lett 1962-ben, miután kiütötte Floyd Pattersont az első menetben, majd szintén kiütéssel győzött ellene a következő évben a címvédő meccsen. Liston közismert volt a szívósságáról, félelmetes ütőerejéről és megfélemlítő megjelenéséről.
A születése idejére vonatkozólag nincs megbízható adat. Ő maga leggyakrabban az 1932-1933-as esztendőket jelölte meg. A legelső letartóztatási jegyzőkönyvei az 1927-es vagy 1928-as adatot tartalmazzák.
Tíz testvére volt. A Dire Straits frontembere, Mark Knopfler készített Sonny-ról egy dalt "Song for Sonny Liston" címmel, melyben azt énekli hogy Sonny az utolsó előtti gyerek volt, tehát Sonny lehetett a 9.
Édesanyja szerint 1932. január 8-án született, de ezt nem tudta bizonyítani, mindenesetre meg kell említeni mint lehetséges dátumot.
Listonnak volt egy kijelentése, miszerint a születési dátumát egy fa kérgébe vésték Arkansasban, de azt a fát kivágták. Sonny nem szerette az újságírókat, mert miután világbajnok lett, állandóan a nyakán lógtak, és ahogy ő fogalmazott: "az újságírók hülye kérdéseket tesznek fel. Felnéznek a Napra, és megkérdezik vajon süt e? Csendes volt, kerülte a nyilvánosságot, bár sokan hívták, és ő el is fogadta a meghívásokat, de a nyilvánosságot és az újságírókat messzire elkerülte.
William Wingate a fia. Ő vette át édesapja helyett a Nevada Boxing Hall of Fame díját, Paul Gallender író társaságában, 2014 nyarán a Tropicana Hotelben, Las Vegasban.

## Fordítás
- Ez a szócikk részben vagy egészben  a   Sonny Liston című angol Wikipédia-szócikk ezen változatának fordításán alapul.  Az eredeti cikk szerkesztőit annak laptörténete sorolja fel. Ez a jelzés csupán a megfogalmazás eredetét és a szerzői jogokat jelzi, nem szolgál a cikkben szereplő információk forrásmegjelöléseként.